# Chrysilla delicata
Chrysilla delicata là một loài nhện trong họ Salticidae.
Loài này thuộc chi Chrysilla. Chrysilla delicata được Tord Tamerlan Teodor Thorell miêu tả năm 1892.